# Cumbre de la Celac de 2011
La Cumbre de la Comunidad de Estados Latinoamericanos y Caribeños se realizó en Venezuela los días 2 y 3 de diciembre de 2011, casi 22 meses después de la creación de esta en México.

## Logros
La Cumbre cerró con comunicados unificados sobre temas de interés común como la defensa de la democracia y orden institucional. En este punto, los mandatarios se pusieron de acuerdo respecto a una “cláusula antigolpe” para que no vuelvan a repetirse situaciones como la de Honduras en 2009. El conjunto de países que forman la Celac decidió que “responderá de forma enérgica a toda forma de ruptura del orden constitucional de alguno de sus miembros”.
Asimismo en "La Declaración de Caracas" se manifestó el enérgico rechazo al bloqueo económico, comercial y financiero impuesto por los Estados Unidos contra Cuba desde 1962. Según el documento, el bloqueo norteamericano viola el derecho internacional y afecta no solo la soberanía de Cuba, sino a toda la región.
Entre otros puntos de consenso se contó la unidad de los países latinoamericanos sobre las exigencias argentinas respecto a las islas Malvinas, los derechos de los migrantes, la solidaridad con Haití y el desarrollo sostenible. También se expidieron comunicados acerca de aspectos tan variados como la postura de Bolivia y Perú sobre la coca originaria y ancestral, las crisis económicas mundiales y su impacto en Centroamérica, la lucha contra el terrorismo y la eliminación de las armas nucleares.

## Palabras de mandatarios
- "Nosotros podemos construir una integración que sea realmente productiva y que nos lleve al crecimiento de nuestras economías, y también que nos lleve a un proceso que no sea la explotación de un país por otro". Dilma Rousseff, presidenta del Brasil.[1]
- "Tenemos que estar juntos, los de izquierda, derecha y centro. El peor servicio que podemos hacer es no tener gestos de unidad. Seremos adultos si lo hemos comprendido". José Mujica, presidente de Uruguay.[2]
- "Estamos ante una posibilidad histórica de convertirnos en protagonistas del Siglo XXI. Para eso necesitamos instrumentos concretos, políticas y alianzas muy fuertes no sólo en el campo de lo económico sino en lo político". Cristina Fernández de Kirchner, presidenta de Argentina.[3]
- "Estamos poniendo aquí la piedra fundamental de la unidad, la independencia y el desarrollo Sudamericano". Hugo Chávez, presidente de Venezuela.[4]
- "Celebro enormemente esta reunión que puede generar un proceso que significa un paso en la dirección correcta para toda la América Latina". Juan Manuel Santos, presidente de Colombia.[5]
- "Mientras más integrados tendremos y compartiremos más nuestro crecimiento y prosperidad". Felipe Calderón Hinojosa, presidente de México.[6]
- "Estoy convencido que este siglo XXI va a ser el siglo de América Latina y el Caribe, y somos nosotros los llamados a conducir, a liderar con un solo norte y con una sola misión: mejorar la vida, la calidad de vida de nuestros pueblos". Sebastián Piñera, presidente de Chile.[7]